# Краљ Пољске
Краљ Пољске (пољ. Król Polski, лат. rex Poloniae) била је титула монарха који су крунисани као владари Краљевине Пољске, Круне Краљевине Пољске и Државне заједнице Пољске и Литваније.

## Историја
Први краљ Пољске био је Болеслав I Храбри, крунисан 1025. године. Титула краља била је трајно повезана са личношћу пољског монарха од крунисања Владислава I Кратког 1320. до треће подјеле Пољске и абдикације Станислава II Августа Поњатовског 1795. године.
Од закључења Лублинске уније 1569, сваки краљ Пољске постао је и владар Литваније по службеној дужности и никада није засебно крунисан у Великој кнежевини Литванији. Посљедњи велики кнез Литваније био је Сигисмунд II Август.

## Крунисање
Крунисање пољских краљева одвијало се до 1300. у катедрала Узнесења Блажене Дјевице Марије у Гњезну, од 1320. у катедрали Светог Станислава и Светог Вацлава у Кракову, а 1705. и 1764. одржана су у колегијалног цркви Светог Јована Крститеља у Варшави.
Пољске крунидбене регалије које су чуване у Крунској ризници у Вавеле, украдене су 1795. по налогу Фридриха Вилхелма II и тајно пребачене у Берлин, одакле су 1809. по наређењу Фридриха Вилхелма III пребачене су Кенигсберг, гдје су 1811. због страха од реституције, разбијене и претопљене.
Од Бечког конгреса 1815. титулу краља Пољске носили су руски императори, а истовремено су били и краљеви Краљевства Пољског; Сејм је 1831. усвојио уредбу о детронизацији Николаја I.